# 髙橋咲貴
髙橋 咲貴（たかはし さき、10月3日 - ）は、日本の女性声優。埼玉県出身。アイムエンタープライズ所属。

## 来歴
日本ナレーション演技研究所出身。
2020年4月1日よりアイムエンタープライズに所属。
2022年8月より1年間、声優の青山稀蘭と共にミリタリー通信大学の4代目ミスキャンパスを務める。
2023年5月15日よりマリン・エンタテインメントによって結成された声優ユニット「Flowords（フラワーズ）」のメンバーとなる。メンバーカラーはサクラピンク。

## 人物
趣味はラーメン屋めぐり、麻雀、ヴァイオリン、競技かるた。特技は声楽。
保有資格は英検準2級。

## 出演
太字はメインキャラクター。

### テレビアニメ
2022年
- ラブライブ!虹ヶ咲学園スクールアイドル同好会
- 社畜さんは幼女幽霊に癒されたい。（モブ社畜さんA）
- 魔入りました!入間くん（生徒たち）
- VAZZROCK THE ANIMATION（撮影スタッフ、観客）

2023年
- 氷属性男子とクールな同僚女子（店員B）
- 僕の心のヤバイやつ（女子校生A）
- アリス・ギア・アイギス Expansion（子供）
- 【推しの子】（アイドル）
- ライアー・ライアー（ナレーション、生徒4）
- ホリミヤ -piece-（係の人の声）
- ダークギャザリング（女子生徒）
- 七つの魔剣が支配する（生徒A）
- 青のオーケストラ（オーケストラ部員）
- ティアムーン帝国物語〜断頭台から始まる、姫の転生逆転ストーリー〜（メイド）
- オーバーテイク!（ファンの女の子）
- 新しい上司はど天然（ナビ音声）

2024年
- 花野井くんと恋の病（観客）
- 喧嘩独学（店員）
- 烏は主を選ばない（西家の女房）
- 夜桜さんちの大作戦（女の子）
- 恋は双子で割り切れない（女子生徒）
- VTuberなんだが配信切り忘れたら伝説になってた（店員）
- 異世界失格（街の女性）
- なぜ僕の世界を誰も覚えていないのか?（レジスト兵）
- 転生したらスライムだった件（観客D）

2025年
- 薬屋のひとりごと（思思）
- アオのハコ（部員）
- Summer Pockets
- うたごえはミルフィーユ（生徒たち）

### ゲーム
2022年
- ミコノート（カザモツワケノオシオ、ヤタガラス）

2023年
- 幻獣契約クリプトラクト（チロシ）
- クイズRPG 魔法使いと黒猫のウィズ（ミュゲ・アンドゥレア）
- バースセイバー（香月）
- 城姫クエスト（野田城、引田城）

2024年
- モンスターストライク（2024年 - 2025年、ボルカノザーラ、加乃サラ）

### インターネット配信番組
- ミリタリー通信大学（2022年 - 2023年、ニコニコ生放送・YouTube）[2]
- ごきげんよう！百合咲リヲです。（2023年 - 、ニコニコチャンネル・YouTube）[43][44][注 1]

### デジタルコミック
- ヨド・ヴィーナス（2022年、淀[45]）
- 恋と呼ぶには青すぎる（2022年、馬場の浮気相手[46]）
- 踏んだり、蹴ったり、愛したり（2022年、樋口舞衣、会社員A[47]）
- 鬼上司の溺愛が止まりません（2023年、五十嵐いち子[48]）
- キス、してもいいですか？（2024年、女性[49]）
- 猫派の彼には惹かれません！（2024年、真木野美桜[50]）
- 大正身代わり婚～金平糖は甘くほどけて～（2024年、藤島毬江[51]）

### ボイスドラマ
- 龍華記（2022年、ナレーション[2][52]）
- 六本木サディスティックナイト（コトハ[2]）